# Código Municipal
La Ley Nº 7794 de la República de Costa Rica, más conocida como Código Municipal, es la Ley costarricense que rige sobre la estructura, funcionamiento, características, organización y alcance del régimen municipal del país. 

## Antecedentes
Bajo el dominio del Imperio español y con la aplicación de la Constitución de Cádiz se ordena la creación de gobiernos municipales en cada pueblo,  por pequeño que fuera. Esta noción de gobierno local se preservó en las futuras constituciones costarricenses hasta que fue promulgado el Decreto de Bases y Garantías por el presidente Braulio Carrillo quien buscaba centralizar el Estado y que las abolió. A partir del gobierno de Carrillo los municipios contarían con gobiernos locales muy débiles en relación con el gobierno central. En 1847 se establecen municipios sólo en las cabeceras de cada provincia y no será hasta 1876 en que se designa la división territorial que actualmente tiene Costa Rica con un municipio por cada cantón.
A pesar de esto el centralismo sería la norma durante los años 40.  La Constitución de 1949 establece la figura del gobierno municipal en su artículo 170 asignándole los servicios locales e intereses de los vecinos. En 1950 se reforma la Constitución para que los regidores (entonces únicos funcionarios municipales de elección popular) pudieran recibir dietas por sus labores, hasta entonces ad-honorem.
El primer Código Municipal se emite en 1970 sufriendo gran cantidad de reformas a lo largo de las décadas, pero siendo la más global la que se da en 1998 que, entre otras cosas, cambia la figura del Ejecutivo Municipal nombrado por el Concejo Municipal de Regidores en la del Alcalde electo popularmente.

## Contenido
El Código Municipal regla que es y como se delinea una Municipalidad y en su artículo primero establece que: El Municipio está constituido por el conjunto de vecinos residentes en un mismo cantón, que promueven y administran sus propios intereses por medio del gobierno municipal.
Se delimitan los derechos de las municipalidades y se establecen que tendrán una personería jurídica. Se describen todos los cargos municipales y sus funciones, estos son: 
- Alcaldes y alcaldes suplentes (luego convertidos en vicealcaldes).
- Regidores propietarios y suplentes, quienes conforman el Concejo Municipal de cada cantón.
- Síndicos y Concejales de Distritos, quienes constituyen los Concejos de Distrito.
- Intendentes y Concejales Municipales de Distrito en los casos que aplique.

Establece además las relaciones entre los diversos cuerpos que conforman el gobierno municipal, particularmente la Alcaldía y el Concejo Municipal cuya relación es similar a la del Presidente y el Parlamento. Reglamenta también las relaciones entre los municipios y el gobierno central y aclara el principio de la autonomía municipal ya consagrado en la Constitución.